# Itingen
Itingen is een gemeente en plaats in het Zwitserse kanton Basel-Landschaft, en maakt deel uit van het district Sissach.
Itingen telt 2.048 inwoners.